# Мудерсбах
Мудерсбах (нім. Mudersbach) — громада в Німеччині, розташована в землі Рейнланд-Пфальц. Входить до складу району Альтенкірхен. Складова частина об'єднання громад Кірхен (Зіг).
Площа — 9,42 км2. Населення становить 5845 ос. (станом на 31 грудня 2020).